# أيون لوكا كاراجياله
أيون لوكا كاراجياله (13 فبراير 1852-9 يوليو 1912) كاتب وممثل روماني.

## روابط خارجية
- أيون لوكا كاراجياله على موقع IMDb (الإنجليزية)
- أيون لوكا كاراجياله على موقع الموسوعة البريطانية (الإنجليزية)
- أيون لوكا كاراجياله على موقع ديسكوغز (الإنجليزية)
- أيون لوكا كاراجياله على موقع قاعدة بيانات الفيلم (الإنجليزية)